# ジョン・ハミルトン (初代アバコーン侯爵)

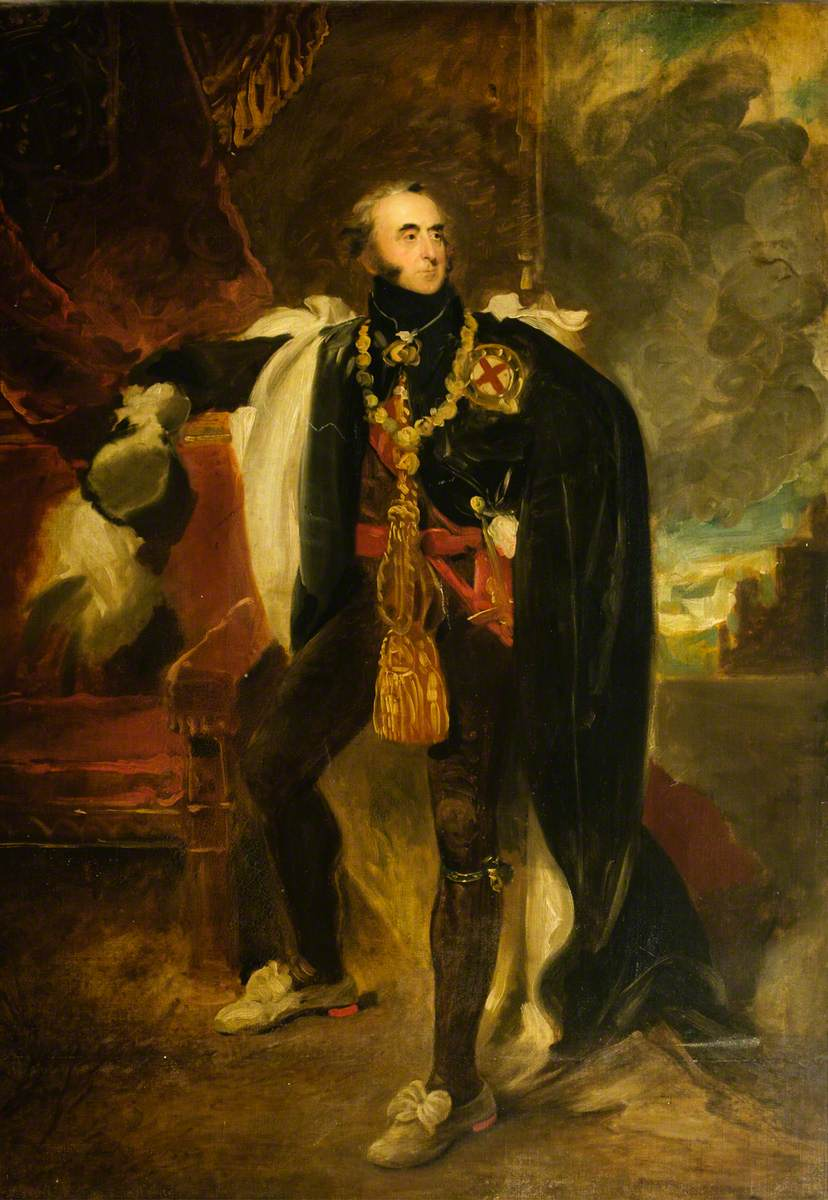
初代アバコーン侯爵、1805年以降。

初代アバコーン侯爵ジョン・ジェイムズ・ハミルトン（英語: John James Hamilton, 1st Marquess of Abercorn KG PC (Ire)、1756年7月 – 1818年1月27日）は、イギリスの貴族、政治家。1783年から1789年まで庶民院議員を務めた。政界で小ピット派の一員に属したほか、プライベートにおいても小ピットの友人だったが、政治家として小ピットに信用されず、アイルランド総督への就任を求めて失敗した。

## 生涯
ジョン・ハミルトン閣下（1714年ごろ – 1755年12月18日、第7代アバコーン伯爵ジェイムズ・ハミルトンの次男）と妻ハリエット（Harriet、旧姓クラッグス（Craggs）、1769年2月1日没、ジェイムズ・クラッグスの庶出の娘）の息子として、父の死後の1756年7月にロンドンで生まれ、セント・ジョージ・ハノーヴァー・スクエアで洗礼を受けた。1767年/1770年から1771年までハーロー校で教育を受けた後、1773年7月30日にケンブリッジ大学ペンブルック・カレッジに入学、1776年にM.A.の学位を修得した。同1773年にインナー・テンプルにも入学した。ケンブリッジ大学では小ピットの同期であり、ハミルトンは政界に進出した後小ピットを支持した。
1781年から1783年までグランドツアーに出て、大陸ヨーロッパを旅した後、1783年夏の終わりに帰国した。1783年12月1日、イースト・ルー選挙区の補欠選挙で庶民院議員に当選した。12月5日にチャールズ・ジェームズ・フォックスの東インド法案に反対票を投じた後、8日の初演説で同法案を批判するなど、小ピット派の一員として行動した。1784年イギリス総選挙でセント・ジャーマンズ選挙区に鞍替えして再選した。再選以降は小ピットの選挙改革案を支持、ウォーレン・ヘースティングズの弾劾裁判においてウォーレン・ヘースティングズを支持、1788年には奴隷貿易の規制法案を奴隷貿易を存続させるものと批判した。
1789年10月9日に伯父ジェイムズが死去すると、アバコーン伯爵位を継承した。同時にスコットランド、イングランド、アイルランドにおける領地を継承、うちアイルランドでの領地は主にティロン県とドニゴール県にあり、約36,000エーカーで年収2万ポンド以上相当とされた。その後、小ピットの支持を受けて1790年10月15日にグレートブリテン貴族であるアバコーン侯爵に叙された。
アイルランド政界では1790年7月19日にアイルランド貴族院議員に就任したほか、ストラバーン選挙区への影響力を回復して、ノースランド子爵家のトマス・ノックス閣下とジョージ・ノックス閣下とともにアイルランド庶民院への影響力を増大させた。アバコーン侯爵自身もジョージ・ノックスの影響を受けてカトリック解放を支持するようになり、さらにアイルランド総督への就任も目指したが、小ピットから低評価を下されたため実現せず、1794年2月1日にアイルランド枢密院の枢密顧問官に任命されるにとどまった。『アイルランド人名事典』は親カトリックの総督である第4代フィッツウィリアム伯爵ウィリアム・ウェントワース＝フィッツウィリアムの統治が災難的だったと評し、同じく親カトリックのアバコーン侯爵が就任したところで同じ結果になっていただろうと評した。またティロン県の民兵隊隊長を務めていたが、1798年に辞任した。
アバコーン侯爵は1800年合同法を支持、合同以降は1801年から1804年までのアディントン内閣も支持した。さらに小ピットが首相に復帰した後の1805年1月17日にガーター勲章を授与された。小ピットは1794年に一度アバコーン侯爵へのガーター勲章授与を拒否しており、『アイルランド人名事典』はこの授与をもって2人が和解したと評した。
晩年に子女のうち1人を除き全員に先立たれるという不幸に見舞われた。1818年1月27日にベントリー・プライアリーで死去、2月5日にスタンモアで埋葬された。長男ジェイムズに先立たれたため、孫ジェイムズが爵位を継承した。

## 評価
『アイルランド人名事典』が評価したところでは、アバコーン侯爵が上流社会の人物として、演説力、財力、選挙への影響力があり、アイルランドとグレートブリテンの両方にコネを有したが、自身の野心と政治での現実が一致せず、またプライベートでは親しい友人の小ピットも政治においてはアバコーン侯爵を信用しなかったことで、侯爵は政界で多くを果たせなかった。
政治以外では建築家のパトロンになり、サー・ジョン・ソーンを招聘してティロン県バロンズコートの改築を進めた。

## 家族
1779年6月20日、キャサリン・コプリー（Catherine Copley、1791年9月13日没、初代準男爵サー・ジョセフ・コプリーの娘）と結婚、2男4女をもうけた。
- ハリオット・マーガレット（Harriot Margaret、1781年ごろ – 1803年4月30日） - 第2代ウォーターフォード侯爵ヘンリー・ド・ラ・プア・ベレスフォードとの結婚を目前にして病死[3]
- キャサリン・コンスタンシア（Katherine Constantia、1782年10月7日 – 1783年5月23日[3]）
- キャサリン・エリザベス（英語版）（1784年1月10日 – 1812年2月29日） - 1805年7月28日、第4代アバディーン伯爵ジョージ・ハミルトン＝ゴードンと結婚、子供あり[3]
- マリア（1785年2月28日 – 1814年1月21日） - 生涯未婚[3]
- ジェイムズ（1786年10月7日 – 1814年5月27日） - 庶民院議員。1809年11月25日、ハリエット・ダグラス（Harriet Douglas、1833年8月26日没、ジョン・ダグラス閣下の娘）と結婚、子供あり。初代アバコーン公爵ジェイムズ・ハミルトンの父[7]
- クロード（1787年11月1日 – 1808年6月） - 庶民院議員、生涯未婚[3]

1792年3月4日、セシル・ハミルトン（Cecil Hamilton、1770年3月15日 – 1827年5月3日、ジョージ・ハミルトン閣下の娘）と再婚、1女をもうけた。2人は1798年に別居した後、1799年4月に離婚した。
- セシル・フランシス（1795年7月19日 – 1860年7月7日） - 1816年2月15日、第4代ウィックロー伯爵ウィリアム・フォワードと結婚、子供あり[3]

1800年4月3日、アン・ジェーン・ハットン（Anne Jane Hatton、1763年4月 – 1827年5月8日、第2代アラン伯爵アーサー・サンダース・ゴアの長女、ヘンリー・ハットンの未亡人）と再婚したが、2人の間に子供はいなかった。